# Cathin
Cathin (INN), auch Norpseudoephedrin, Pseudonorephedrin, β-Hydroxyamphetamin, ist ein Alkaloid, chemisch ein Amphetamin, und zählt zu den Stimulantien. Cathin ist eines der Alkaloide in der Droge Kath, die vor allem in den Hochlagen ostafrikanischer Länder und auf der arabischen Halbinsel verbreitet ist. Der Wirkstoff wird unter anderem aus Blättern des vorkommenden Kathstrauches gewonnen, teils auch aus Zweigspitzen mit Blättern.

## Anwendung

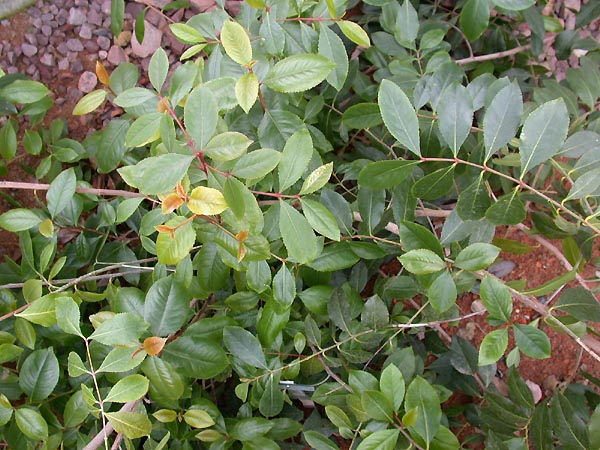
Der Kathstrauch enthält Cathin

Cathin-haltige Arzneimittel wurden als Anorektika (Appetitzügler) verkauft. Diese waren rezeptpflichtig und durften nur über wenige Wochen hinweg benutzt werden.
Als Arzneimittel wurden Vita-Schlank-Tropfen und X-112 vom europäischen Markt genommen. Nach der Namensänderung von Norpseudoephedrin auf Cathin wurde ein Medikament unter dem Namen ALVALIN Lösung von der Firma Riemser hergestellt.
Im März 2021 erlosch die Zulassung für Alvalin, somit ist aktuell in Deutschland kein Cathin-haltiges Arzneimittel verkehrsfähig.
Der Stoff steht auf der Dopingliste des IOC, der Grenzwert liegt bei über 5 µg/ml im Urin.

## Rechtsstatus
In Deutschland ist Cathin durch das Betäubungsmittelgesetz als verkehrsfähiges und verschreibungsfähiges Betäubungsmittel eingestuft, der Umgang ohne Erlaubnis oder Verschreibung ist damit strafbar.

## Handelsnamen
Alvalin